# هانتر بوت
هانتر بوت (انگلیسی: Hunter Boot) شرکت کالای لوکس اسکاتلندی است، که در سال ۱۸۵۶ تأسیس شد.